# Prijezda II. Kotromanić
Prijezda II. Kotromanić († um 1290) herrschte als Ban von Bosnien, zusammen mit seinem Bruder Stjepan I. Kotroman.

## Leben
Das Amt des Ban erbte er von seinem Vater Prijezda I. und regierte zusammen mit seinem Bruder Stjepan I. Kotroman. Im Jahre 1290 erhielten die Brüder einen Brief von Papst Nikolaus IV., in welchem sie als Bane von Bosnien bezeichnet werden. Dies zeigt, dass die beiden als bosnische Landesherrn auch außerhalb ihres Landes anerkannt waren, vor allem am päpstlichen Hof. Es scheint, dass Prijezda II. kurz danach starb. Die Macht in Bosnien übernahm sein Bruder Stjepan I. Kotroman.

## Quelle
- Prijezda II. Archiviert vom Original am 3. März 2022; abgerufen am 3. März 2022 (kroatisch).

| Personendaten    | Personendaten                        |
| ---------------- | ------------------------------------ |
| NAME             | Prijezda II. Kotromanić              |
| KURZBESCHREIBUNG | Ban von Bosnien                      |
| GEBURTSDATUM     | 12. Jahrhundert oder 13. Jahrhundert |
| STERBEDATUM      | um 1290                              |